# مايت أند ماجيك هيروس 6
مايت أند ماجيك هيروس 6 (بالإنجليزية: Might & Magic Heroes VI)‏ هي لعبة فيديو استراتيجية تناوب الأدوار تم تطويرها من قبل شركات بلاك هول إنترتاينمنت وليمبيك إنترتاينمنت وفيرتشوس وتم نشرها عن طريق شركة يوبي سوفت تم إنتاج اللعبة في سنة 2011 لأجهزة مايكروسوفت ويندوز.